# 4º Corpo corazzato delle guardie
Il 4º Corpo corazzato delle guardie (in russo 4-й гвардейский танковый корпус?, 4-j gvardejskij tankovyj korpus) fu una formazione corazzata dell'Armata Rossa che combatté valorosamente nelle battaglie sul fronte orientale durante la seconda guerra mondiale.
L'unità corazzata era stata costituita originariamente nel giugno 1942 con la denominazione di 17º Corpo corazzato; durante l'Operazione Piccolo Saturno la formazione corazzata ebbe un ruolo fondamentale, penetrando in profondità nelle retrovie della VIII Armata italiana e conquistando di sorpresa l'importante centro di Kantemirovka (nodo di comunicazioni e posto di comando italiano). In conseguenza di questo brillante successo, Stalin e lo Stavka onorarono, il 3 gennaio 1943, il reparto corazzato con la nuova denominazione onorifica di: 4º Corpo corazzato delle guardie "Kantemirovka".
Il 4º delle guardie, guidato per oltre tre anni dal capace e esperto generale Pavel Polubojarov (futuro comandante in capo di tutte le forze meccanizzate dell'Armata Rossa nel dopoguerra), partecipò valorosamente a quasi tutte le più importanti battaglie della seconda parte della Grande guerra patriottica, spesso all'avanguardia e subendo pesanti perdite.
Dopo la guerra il 4º Corpo venne richiamato in patria e trasformato in 4ª Divisione corazzata delle guardie "Kantemirovka" che durante la Guerra fredda rimase di riserva nel Distretto militare di Mosca; la formazione è ancora attiva nell'Esercito della Federazione russa di cui costituisce una delle unità più potenti e preparate, inquadrata nella 1ª Armata corazzata delle guardie con quartier generale a Naro-Fominsk.

## Origini

### Costituzione del 17º Corpo corazzato
Il 17º Corpo corazzato venne ufficialmente costituito il 19 giugno 1942, nel Distretto Militare di Mosca, con un assortimento di carri armati T34, KV1 e T60 (carri leggeri di modesto valore bellico); dopo solo una settimana venne improvvisamente spostato nella regione di Voronež per rafforzare le armate del Fronte di Brjansk colte di sorpresa e messe in gravi difficoltà della violenta offensiva tedesca dell'estate 1942 (Operazione Blu).
Impiegato in modo affrettato, scarsamente equipaggiato e addestrato, il corpo corazzato non ottenne risultati e subì pesanti perdite combattendo contro la 24. Panzer-Division; nei combattimenti nella regione di Goršečnoe il 17º Corpo corazzato perse 141 dei suoi 179 mezzi corazzati; il comandante, generale Nikolaj Feklenko, venne duramente criticato e sostituito dall'alto comando sovietico per i ripetuti fallimenti. Come le altre formazioni corazzate sovietiche impiegate nella difesa di Voronež, questa prima battaglia contro le esperte Panzerdivision tedesche si rivelò una grossa delusione e provocò notevoli contrasti tra i comandanti sovietici e nuove complesse riorganizzazioni strutturali e tattiche delle unità meccanizzate dell'Armata Rossa.
Al termine di scontri aspri e costosi, il 17º Corpo venne ritirato dal fronte di Voronež il 6 ottobre 1942 e inviato nel Distretto Militare del Volga (a Saratov) per essere completamente riorganizzato e riequipaggiato. Passato al comando del generale Pavel Polubojarov (particolarmente esperto di guerra corazzata), trascorse fino a dicembre un periodo di addestramento e durante questo tempo le sue tre brigate vennero ciascuna dotata di 32 carri armati T-34 e 21 carri leggeri T-70. Il 17° stava per tornare in azione.

## Storia

### Kantemirovka e Operazione Galoppo
Il 16 dicembre 1942 il 17º Corpo corazzato (inquadrato nella 6ª Armata del Fronte di Voronež) passava all'attacco sul Don durante l'Operazione Piccolo Saturno come forza di sfruttamento del successo, insieme ad altri tre corpi corazzati (24°, 25° e 18°). Dopo un'aspra resistenza italiana iniziale, le masse corazzate sovietiche superarono ogni difesa, attraversarono i campi minati nemici e ebbero via libera nelle retrovie dell'Asse. Il 17º Corpo si gettò spericolatamente in profondità e il 19 dicembre occupò di sorpresa il villaggio di Kantemirovka, sconvolgendo i centri di comando e le retrovie italiane. Grazie a questa improvvisa avanzata le linee nemiche vennero totalmente sbaragliate e gli altri reparti meccanizzati (coperti dal 17º Corpo schierato sul fianco destro) poterono proseguire in avanti in direzione degli aeroporti tedeschi che rifornivano la sacca di Stalingrado.
Dopo il brillante successo il Corpo corazzato fu ancora impegnato in direzione di Millerovo, contrastato dalle riserve tedesche; il 3 gennaio, Stalin e il Comando supremo sovietico premiarono le coraggiose imprese del 17º Corpo corazzato elevandolo al rango delle guardie (quarto tra i reparti meccanizzati sovietici) con la denominazione onorifica di 4º Corpo corazzato delle guardie "Kantemirovka" (in ricordo della località teatro della vittoria).
Dopo una breve riorganizzazione il nuovo corpo delle guardie (sceso al 50% delle sue forze dopo gli estenuanti combattimenti sostenuti) venne nuovamente impegnato sul fronte del Donec, inquadrato nel nuovo Gruppo meccanizzato Popov che raggruppava quattro corpi mobili del Fronte Sud-Ovest del generale Vatutin in vista della nuova avanzata verso il Dnepr e il mare d'Azov (Operazione Galoppo).
Le forze sovietiche erano ormai in parte indebolite dalle precedenti avanzate invernali e quindi la nuova operazione (iniziata il 29 gennaio 1943) non condusse allo sperato successo decisivo; il 4º Corpo corazzato delle guardie mostrò ancora grande slancio e valore e avanzò quasi isolato, dopo aver aggirato Slavjansk e aver sconfitto la 11. Panzer-Division, fino a Krasnoarmejskoe, cercando di raggiungere Stalino e Mariupol sulla costa del Mar Nero. Per un momento la manovra sembrò avere successo; ma le divisioni corazzate tedesche contrattaccarono, tagliarono fuori il 4° delle guardie (sceso il 18 febbraio a soli 18 carri armati operativi) dagli altri corpi mobili di Popov rimasti indietro e, dopo una furiosa battaglia, lo costrinsero a ripiegare dopo aver abbandonato gran parte dei mezzi per mancanza di rifornimenti e carburante.
Il generale Polubojarov ricondusse i superstiti fino alle linee sovietiche e collaborò alla disperata difesa sovietica della posizione del Donec a Barvenkovo di fronte alla potente controffensiva tedesca del feldmaresciallo von Manstein.
Il 4° delle guardie uscì decimato da questa ultima battaglia e dovette essere ritirato nelle retrovie nel marzo 1943 per essere completamente riequipaggiato. Dopo aver mostrato grande slancio offensivo, la formazione corazzata aveva subito gravi perdite ma aveva mantenuto combattività e coesione.

### La Quarta battaglia di Char'kov e l'avanzata in Ucraina
Durante la lunga pausa operativa della primavera 1943, il corpo corazzato, dopo essere stato riorganizzato, venne assegnato al Fronte della Steppa, in riserva strategica per la imminente battaglia di Kursk; durante questo gigantesco confronto il 4° delle guardie (inquadrato nella 27. Armata) non venne impegnato direttamente in azione.
Il successivo intervento della formazione fu nell'aspra Quarta battaglia di Char'kov: dotato di 197 carri armati (di cui però almeno un terzi di modello inglese Valentine, poco idonei alle battaglie sul fronte orientale) partecipò con valore alle dure battaglie di carri di Achtyrka. In questi scontri (di fronte ad alcune panzerdivision d'élite tedesche) il 4° delle guardie subì nuovamente perdite pesanti (50% dei suoi carri in una settimana). e venne quindi nuovamente ritirato nelle retrovie alla fine di agosto 1943 per essere riequipaggiato.
La formazione corazzata rimase in riserva per il resto del 1943, ritornando in campo solo nel gennaio 1944 inquadrato nel 1° Fronte Ucraino nel quale sarebbe rimasto fino al termine della guerra. Il 4º Corpo corazzato delle guardie partecipò nell'inverno 1943-1944 alla faticosa avanzata in Ucraina occidentale di fronte alla sempre ostinata difesa tedesca.

### Le grandi avanzate del 1944 e 1945
Nell'estate 1944, il 4º Corpo corazzato delle guardie (sempre comandato dal generale Polubojarov) prese parte all'offensiva Leopoli-Sandomierz ancora nei ranghi del 1° Fronte Ucraino del maresciallo Konev; ottenne un brillante successo a Leopoli e contribuì efficacemente alla riuscita della audace manovra sovietica in direzione della Vistola. Dopo questa vittoria il corpo corazzato (che combatté ancora nell'autunno 1944 in Slovacchia per la conquista del Passo di Dukla) venne potenziato con la consegna dei carri T-34/85, con l'assegnazione di semoventi SU-100 e di un reggimento di carri pesanti Stalin II.
In preparazione della campagna finale verso il cuore della Germania il 4º Corpo corazzato delle guardie era una delle formazioni meccanizzate più potenti della Armata Rossa con 165 carri medi T34, 19 carri pesanti Stalin II e 38 semoventi SU100 e SU76.
Durante la travolgente Offensiva Vistola-Oder, il 4° delle guardie (sempre nel fronte di Konev) manovrò con abilità contribuendo alla liberazione di Cracovia e alla rapida conquista della Slesia, mentre nella battaglia finale di Berlino si distinse ancora, con i suoi potenti mezzi, con una veloce avanzata a sud della capitale tedesca in direzione dell'Elba dove il corpo corazzato terminò vittoriosamente la sua lunga e dura marcia di guerra.
Il 4º Corpo corazzato delle guardie "Kantemirovka" mostrò sempre grande spirito combattivo e resistenza (nonostante le dure perdite spesso subite) e ottenne notevole prestigio tra le forze meccanizzate dell'Armata Rossa. Ben 32 suoi soldati ottennero l'ambito riconoscimento di Eroe dell'Unione Sovietica.
Dopo la vittoria, il corpo corazzato venne trasformato in 4ª Divisione corazzata delle guardie "Kantemirovka" e rimase attiva per tutto il periodo della Guerra fredda, posizionata nella regione di Mosca come forza di riserva; dopo la dissoluzione dell'Unione Sovietica, la 4ª carri delle guardie è rimasta operativa anche nel nuovo Esercito della Federazione russa, costituendone uno dei reparti migliori e meglio equipaggiati, fino al 2009 quando venne temporaneamente stata sciolta per formare due brigate carri secondo la nuova organizzazione delle forze di terra russe.
Nel 2014 la dirigenza politico-militare russa ha deciso di riattivare la 4ª Divisione corazzata delle guardie "Kantemirovka" che quindi è ritornata in servizio attivo come unità meccanizzata scelta con quartier generale a Naro-Fominsk, nella regione di Mosca, inquadrata nella 1ª Armata corazzata delle guardie che è stata a sua volta ricostituita.

## Ordine di battaglia
1942: Voronež e Operazione Piccolo Saturno (17º Corpo corazzato)
- Quartier generale
- 66. Brigata corazzata
  - 215. battaglione carri
  - 216. battaglione carri
  - 66. battaglione fucilieri motorizzato
- 67. Brigata corazzata
  - 217. battaglione carri
  - 218. battaglione carri
  - 67. battaglione fucilieri motorizzato
- 174. Brigata corazzata
  - 380. battaglione carri
  - 381. battaglione carri
  - 174. battaglione fucilieri motorizzato
- 31. Brigata motorizzata
  - I battaglione di fucilieri
  - II battaglione di fucilieri
  - III battaglione di fucilieri
  - battaglione d'artiglieria campale
- 39ª compagnia del genio

1943: Quarta battaglia di Char'kov (4º Corpo corazzato delle guardie)
- Quartier generale
- 12. Brigata corazzata delle guardie (ex-66. Brigata corazzata)
  - I battaglione carri
  - II battaglione carri
  - III battaglione carri
  - XII battaglione fucilieri motorizzato delle guardie
- 13. Brigata corazzata delle guardie (ex-67. Brigata corazzata)
  - I battaglione carri
  - II battaglione carri
  - III battaglione carri
  - XIII battaglione fucilieri motorizzato
- 14. Brigata corazzata delle guardie (ex-174. Brigata corazzata)
  - I battaglione carri
  - II battaglione carri
  - III battaglione carri
  - XIV battaglione fucilieri motorizzato
- 3. Brigata motorizzata delle guardie (ex-31. Brigata motorizzata)
  - I battaglione fucilieri motorizzato
  - II battaglione fucilieri motorizzato
  - III battaglione fucilieri motorizzato
  - I battaglione d'artiglieria campale
- 1451º reggimento cannoni semoventi (SU-122)
- 756º reggimento anticarro
- 752º battaglione anticarro
- 264º reggimento mortai
- 120º reggimento antiaereo delle guardie
- 76º battaglione motociclisti
- 106º battaglione del genio
- 413º battaglione trasmissioni

1944 e 1945: Vistola, Oder e Berlino  (4º Corpo corazzato delle guardie).
- Quartier generale
- 12. Brigata corazzata delle guardie (ex-66. Brigata corazzata)
  - I battaglione carri
  - II battaglione carri
  - III battaglione carri
  - XII battaglione fucilieri motorizzato delle guardie
- 13. Brigata corazzata delle guardie (ex-67. Brigata corazzata)
  - I battaglione carri
  - II battaglione carri
  - III battaglione carri
  - XIII battaglione fucilieri motorizzato delle guardie
- 14. Brigata corazzata delle guardie (ex-174. Brigata corazzata)
  - I battaglione carri
  - II battaglione carri
  - III battaglione carri
  - XIV battaglione fucilieri motorizzato delle guardie
- 3. Brigata motorizzata delle guardie (ex-31. Brigata motorizzata)
  - I battaglione fucilieri motorizzato
  - II battaglione fucilieri motorizzato
  - III battaglione fucilieri motorizzato
  - I battaglione d'artiglieria campale
- 29º reggimento carri pesante delle guardie (carri Stalin II)
- 293º reggimento cannoni semoventi delle guardie (SU100)
- 298º reggimento cannoni semoventi delle guardie (SU-76)
- 1660º reggimento artiglieria leggera
- 264º reggimento mortai
- 120º reggimento antiaereo delle guardie
- 240º battaglione mortai delle guardie (razzi Katjuša)
- 76º battaglione motociclisti
- 106º battaglione del genio
- 413º battaglione trasmissioni

## Comandanti
- Maggiore generale Nikolaj Vladimirovič Feklenko dal 22.06.1942 al 01.07.1942 (17º Corpo corazzato)
- Maggiore generale Ivan Petrovič Korčagin dal 02.07.1942 al 20.07.1942
- Maggiore generale Boris Sergeevič Bacharov dal 21.07.1942 al 06.08.1942
- Maggiore generale Pavel Pavlovič Polubojarov dal 07.08.1942 al 03.01.1943
- Tenente generale Pavel Pavlovič Polubojarov dal 03.01.1943 all'11.05.1945 (4º Corpo corazzato delle guardie)